# Ню Лъндън (окръг, Кънектикът)
Окръг Ню Лъндън (на английски: New London County) е окръг в щата Кънектикът, Съединени американски щати. Площта му е 1999 km², а населението – 269 801 души (2016). Няма административен център.